# Der Meister und Margarita (2024)
Der Meister und Margarita (russisch Мастер и Маргарита Master i Margarita) ist ein russisches Fantasy-Drama unter der Regie von Michael Lockshin nach dem gleichnamigen Roman von Michail Bulgakow. Die Veröffentlichung des Films wurde mehrfach verschoben und er kam am 25. Januar 2024 in die russischen Kinos, mit überwältigend positiven Kritiken. Der Film wurde schnell zum umsatzstärksten Film, der jemals in Russland veröffentlicht wurde, und spielte über 2 Milliarden Rubel an den Kinokassen ein. Außerhalb Russlands feierte der Film am 6. März 2024 in einer vom McMillan Center for Russian, East European & Eurasian Studies der Yale University organisierten Vorführung Premiere. In die deutschen Kinos kam der Film am 1. Mai 2025.

## Handlung
Im Moskau der 1930er Jahre werden die Werke eines bekannten Schriftstellers plötzlich vom sowjetischen Staat zensiert, und die Premiere seines Theaterstücks über Pontius Pilatus wird aus ideologischen Gründen abgesagt. Nach seinem Ausschluss aus dem sowjetischen Schriftstellerverband wird er zu einem Ausgestoßenen, der keine Mittel zum Überleben hat. Inspiriert von seiner Geliebten Margarita beginnt er, an einem Roman zu arbeiten, in dem alle Figuren aus seinem Leben satirisch umgedeutet werden. Zentrale Figur ist Woland – eine mystische, dunkle Macht, die Moskau als Tourist besucht und sich an all jenen rächt, die den Untergang des Schriftstellers verursacht haben. Während der Autor immer tiefer in seinen Roman eintaucht und sich und Margarita als Figuren hinzufügt, nimmt er allmählich nicht mehr wahr, wie die Grenze zwischen Realität und Fantasie verschwindet.

### Hauptdarsteller
- August Diehl als Woland, der Teufel, der Moskau besucht
- Jewgeni Zyganow als der Meister, ein Schriftsteller, der verzweifelt ums Überleben kämpft
- Julija Snigir als Margarita, die Geliebte des Meisters
- Claes Bang als Pontius Pilatus, die Hauptfigur im Roman des Meisters
- Juri Kolokolnikow als Korowjew, Wolands rechte Hand
- Alexei Rosin als Asasello, ein Scharfschütze in Wolands Gefolge
- Polina Aug als Gella, ein Sukkubus in Wolands Gefolge / Gala, eine aufstrebende Schauspielerin
- Juri Borissow als Stimme von Behemoth

### Nebendarsteller
- Leonid Jarmolnik als Dr. Strawinsky, der Leiter der Irrenanstalt
- Jana Sexte als Praskovya Fedorovna, die Krankenschwester in der Irrenanstalt
- Igor Vernik als George Bengalsky, der Volkskünstler der UdSSR
- Marat Basharov als Stepan Likhodeyev, der Regisseur des Theaters
- Aleksei Guskov als Boris Maigel, der ehemalige Baron, der jetzt als NKWD-Agent fungiert
- Jewgeni Knjasew als Mikhail Berlioz, der Chefredakteur der Literaturzeitschrift
- Danil Steklov als Ivan Bezdomny, ein naiver junger Dichter, den Woland zum ersten Mal in Moskau trifft,
- Aleksandr Yatsenko als Aloisy Mogarych, ein Drehbuchautor und Freund des Meisters
- Dmitri Lyssenkow als Osaf Latunsky, einer der Kritiker, der die Karriere des Schriftstellers zerstört
- Pawel Woroschzow als Ivan Varenukha, der Hausverwalter des Theaters
- Valery Kukhareshin als Grigory Rimsky, der Schatzmeister des Theaters
- als Archibald Archibaldovich, der Direktor des Restaurants
- Nikita Tarassow als NKWD-Ermittler
- Sofya Sinitsyna als Frida
- Aaron Vodovoz als Yeshua Ha-Nozri, eine Figur aus dem Roman des Meisters
- Makram Khoury als Kaiaphas, eine Figur aus dem Roman des Meisters
- Sergei Frolov als skeptischer Zuschauer
- Denis Pyanov als Nikanor Bosoy, der Vorsitzende des Hausausschusses
- Alexander Tjutin als Zheldybin, der Vorsitzende der Union sowjetischer Schriftsteller
- Sergei Beljajew als Andrei Sokov, der Barmann im Theater
- Agrippina Steklowa als Nastasya Nepremenova, Mitglied des Verbandes sowjetischer Schriftsteller (schreibt unter dem Pseudonym Bosun George)
- Valentin Samokhin als Hieronymus Poprikhin, ein Schriftsteller und Mitglied des Verbandes sowjetischer Schriftsteller
- Olga Osollapinja als Pelagea Antonovna, Bosoys Frau
- Jewgeni Charitonow als Türsteher des Dramlit-Hauses
- Ilya Slanevsky als Gindin, der Schauspieler, der Yeshua im Theater spielte
- Mariya Dubina als Anna
- Oleg Nazarov als Wjatscheslaw, Margaritas Ehemann
- Dmitry Vorontsov als Jacques, der erste Gast bei Wolands Ball

## Produktion
Im Jahr 2018 wurde bekannt gegeben, dass sich der Film unter Ruben Dischdischjan und Igor Tolstunow in Produktion befinde. Nikolai Lebedew sollte Regie führen. Bis 2020 war das Projekt jedoch immer noch nicht begonnen worden. Lebedew verließ das Projekt. Stattdessen schrieb 2020 Michael Lockschin gemeinsam mit Roman Kantor ein neues Drehbuch und führte ab 2021 Regie. Das neue Drehbuch verknüpfte den Roman mit dem Leben von Bulgakow. Der Film trug den Arbeitstitel Woland. Die Produzenten waren Ruben Dischdischjan, Igor Tolstunow und Leonard Blavatnik. Im Juli 2021 wurde bekannt gegeben, dass August Diehl die Rolle des Woland spielen sollte. Die Dreharbeiten begannen im Juli 2021 in Moskau, Sankt Petersburg und Malta und wurden im Oktober 2021 abgeschlossen. Mars Media kündigte an, dass der Film am 1. Januar 2023 in die Kinos kommen würde, wobei Universal Pictures als Verleiher fungieren würde. Im August 2022 wurde bekannt gegeben, dass der Kinostart auf Ende 2023 verschoben würde, da Universal Pictures Russland wegen der russischen Invasion in die Ukraine verlassen hatte und es Probleme mit der Finanzierung der Postproduktion des Films gab. Im April 2023 gaben die Produzenten bekannt, dass sie den Titel des Films von Woland in Der Meister und Margarita ändern würden. Im Juli 2023 wurde bekannt gegeben, dass der Filmstart erneut auf den 25. Januar 2024 verschoben werden würde.

## Rezeption
Der Film wurde von der russischen Presse positiv aufgenommen. Kritiker lobten den Film für die schauspielerischen Leistungen, visuelle Schönheit und Aktualität. Die Rossijskaja gaseta schrieb: „Es kommt selten vor, dass moderne Autoren in gemeinsamer Reflexion mit einem Klassiker eine Co-Autorenschaft eingehen.“ Der Filmkritiker Anton Wladimirowitsch Dolin nannte ihn „die erste gute Verfilmung“ von Bulgakows Roman und den „besten kommerziellen Film der modernen russischen Geschichte“. Am Tag des Kinostarts spielte der Film 57,3 Millionen Rubel ein, bis zum zweiten Wochenende nach Angaben der Cinema Foundation of Russia bereits 1 Milliarde Rubel.
Der Film geriet ins Visier nationalistischer Aktivisten und putinfreundlicher Persönlichkeiten des öffentlichen Lebens, darunter Sachar Prilepin, Tigran Keossajan und Wladimir Rudolfowitsch Solowjow, die sich über die Antikriegshaltung des Regisseurs Lockshin zum Krieg in der Ukraine und die regimefeindlichen Themen des Films sowie über die Tatsache beschwerten, dass das Kulturministerium den Film finanziert hatte, und eine strafrechtliche Untersuchung des Films und von Lockshin selbst forderten.